# Thomas Paire
Thomas Paire (* 9. März 1985) ist ein ehemaliger französischer Tennisspieler.

## Karriere
Thomas Paire ist der vier Jahre ältere Bruder des Tennisprofis Benoît Paire, der aber sehr viel erfolgreicher ist. In seiner Laufbahn spielte er nur einige wenige Futures sowie ein Challengerturnier in  	Saint-Rémy-de-Provence, wobei er nie mehr als ein Match gewinnen konnte.
Seinen einzigen Auftritt auf der ATP World Tour hatte er 2017 in Lyon, wo er dank einer Wildcard an der Seite seines Bruders im Doppel antrat. Sie gewannen ihr erstes Match, verloren aber im Viertelfinale gegen Oliver Marach und Mate Pavić.